# Bazoches-sur-Vesles

Bazoches-sur-Vesles este o comună în departamentul Aisne din nordul Franței. În 1 ianuarie 2019 avea o populație de 461 de locuitori.